# Кастель-Нуово
Кастель-Нуово (італ. Castel Nuovo — «Новий замок», також італ. Maschio Angioino) — замок, споруджений королем Карлом Анжуйським в Неаполі через перенесення столиці його володінь з Палермо. Будівництво почалось під керівництвом французьких військових інженерів в 1279 році й продовжувалось три роки.
Повстання Сицилійська вечірня так і не дозволила Карлу вселитися до замку. В Кастель-Нуово переніс свій двір вже його син Карл II. При ньому і його нащадках, Кастель-Нуово залишався центром політичного життя Південної Італії. Тут зрікся від папської тіари Целестин V та був обраний папою Боніфацій VIII.
Міська рада Неаполя продовжувала працювати у середньовічному Залі баронів в замку до 2006 року.

## Історія

### Зведення королями Анжуйської династії
Будівництво основної частини — сьогодні частково відновленої внаслідок реставрації та археологічних розкопок — є ініціативою Карла I Анжуйського, який у 1266 році переміг Гогенштауфів, зайняв трон Сицилії та переніс столицю з Палермо до Неаполя. Присутність зовнішньої монархії визначила планування міста Неаполь навколо центру королівської влади, утворюючи альтернативне міське ядро, сформоване з порту та двох основних прилеглих до нього замків, Кастель Капуано та Кастель дель'Ово. Це відношення між королівським двором та міським плануванням вже проявилося за часів Фрідріха II, священного Римського імператора, який зосереджував більше уваги на замках, ігноруючи міські стіни. До двох існуючих замків Анжуїни додали основний, Кастель Нуово, який був не лише фортифікацією, але й чудовим палацом.
Королівська резиденція Неаполя до цього часу розташовувалася в Кастель Капуано, але давня норманська фортеця вважалася непридатною для цієї функції, і король хотів побудувати новий замок біля моря.
Проект був розроблений французьким архітектором П'єром де Шолном, будівництво Castrum Novum розпочалося в 1279 році і завершилося всього три роки потому, що для того часу було дуже мало, враховуючи техніку будівництва того періоду та загальний обсяг робіт. Однак король ніколи не жив там: після Сицилійської Вечірні та наступних подій, коли дім Анжу втратив корону Сицилії, завойовану Петром III Арагонським, новий палац не використавувався до 1285 року, року смерті Карла I.

### Правління Анжуйського дому
Новий король Карл II Неапольський переїхав зі своєю сім'єю та двором до нової резиденції, яку він розширив та прикрасив. Протягом його правління були встановлені особливі зв'язки Святого Престолу з Домом Анжу, які і в наступні роки були відзначені тиском, альянсами та постійними чварами. 13 грудня 1294 року Головний Зал Кастель Нуово був місцем знаменитої відставки Папи Целестина V (пустельника П'єтро да Морроне) від папського трону, яку Данте Аліг'єрі назвав «великою відмовою», а 24 грудня того ж року в тій же залі колегія кардиналів обрала Папою Бенедетто Каєтані, який прийняв ім'я Боніфація VIII і негайно перемістив свою резиденцію до Риму, щоб уникнути втручання сім'ї Анжу.
Зі сходженням на трон Роберта, короля Неаполю, у 1309 році, замок, який він відновив та розширив, став значним центром культури завдяки його патронату та пристрасті до мистецтва та літератури: Кастель Нуово був місцем перебування видатних особистостей культури того часу, таких як письменники Петрарка та Джованні Боккаччо під час їхнього неполітанського перебування, а також найвідоміших художників того часу, яких закликали розписати його стіни: П'єтро Кавалліні, Монтано д'Ареццо, а передусім Джотто, який у 1332 році розписав Палатинську каплицю.
З початку 1343 року тут жила Джованна Неапольська, яка у 1347 році втекла до Франції, залишивши його перед наступом армії короля Людовіка Угорського, що прийшов помститися за смерть свого брата Андрія, чоловіка Джованни, якого вбили в результаті змови в палаці, в організації якої підозрювалася сама королева. Замок був неодноразово понівеченний і після повернення королеви була проведена його радикальна реконструкція. Під час другої експедиції Людовіка проти Неаполя замок, де королева знайшла притулок, відстояв атаки. Протягом наступних років фортеця зазнала інших нападів: під час захоплення Неаполя Карлом III Малим та пізніше Людовіком II, що відібрав її в сина Карла III, Ладіслава Неапольського. Останній, який повернувся на трон у 1399 році, прожив там до своєї смерті в 1414 році.
Джованна II, що вступила на трон після свого брата Ладіслава стала останньою королевою з дому Анжуйських. Королева зображувалася як розпустна, пожадлива, кровожерлива жінка, яка приймала у своєму ліжку коханців різних статей та соціальних груп, навіть збиравши їх своїми емісарами серед молодих, красивих осіб. Щоб захистити свою гідність, Жоанна II не мала сумнівів у тому, що позбавитися їх, як тільки задовольнила свої пристрасті. Саме з цією метою вона мала таємний лаз у замку: її коханці, відпрацювавши свою місію, кидалися у цей колодязь і були з'їдені морськими чудовиськами. За легендою, до катакомби замку попав крокодил з Африки, перетнувши Середземне море, який був винуватцем жахливої смерті коханців Жоани.

### Під владоюАрагону
У 1443 році Альфонс V Арагонський, який завоював трон Неаполю, створив у замку свій двір, конкуруючи з флорентійським двором Лоренцо Медічі. Замок був повністю перебудований у сучасній формі, зберігаючи свою функцію центру королівської влади.
Король Альфонс V доручив реструктуризацію анжуйської фортеці-палацу майстрові Гуільєму Сагрера, каталонському архітекторові народженому на Майорці, який перебудував його у каталонському готичному стилі. П'ять круглих веж, чотири з яких включали попередню анжуйську конструкцію з квадратним планом, призначені для опори пострілів з гармат того часу, підкреслювали оборонний характер замку. Важливість палацу як центру королівської влади була підкреслена перебудовою Головних воріт у вигляді Тріумфальної арки, шедевра неаполітанської архітектури Відродження та роботи Франческо Лаурана, а також багатьма художниками різних походжень. Роботи розпочалися з 1453 року, і лише після смерті короля були завершені у 1479 році.

### Правління Фердинанда I Неапольського
В Залі Баронів відбулось епілог знаменитого Заколоту Баронів, війни проти Короля Фердинанда I, сина Альфонса V, численних дворян, які очолювали Антонелло Сансеверіно, князя Салерно, і Франческо Коппола, графа Сарно. У 1486 році король запросив всіх змовників у цей зал під приводом святкування весільної вечірки, яка позначила завершення ворожнечі та остаточного примирення. Коли Барони були в залі, наказав своїм солдатам заблокувати двері, заарештував їх і багатьох з них, включаючи Копполу та його синів, засудив до смертного вироку.

### Під владою Іспанії
Замок був знову ограбований Карлом VIII, королем Франції під час його експедиції у 1494 році. Після падінь Фердинанда II (1496) і Фредерика I (1503), Неаполітанське королівство було анексовано Фердинандом II Арагонським, який створив вассальне Арагону Неаполітанське віцекоролівство. Кастель Нуово втратив свою функцію королівської резиденції, перетворившись на військовий гарнізон через його стратегічно важливе розташування. Однак він приймав іспанських королів, які приїжджали в Неаполь, таких як Карл V, імператор Священної Римської Імперії, який жив там короткий час у 1535 році. Замок залишався резиденцією іспанського віцекороля до початку XVII століття, коли його замінив новий палац (тепер Королівський палац Неаполя).
Замок був знову організований принцем Карлом Бурбоном, майбутнім Карлом III Іспанським, який увійшов на трон Неаполя в 1734 році, але втратив свою роль королівської резиденції на користь нових королівських палаців, які будували в самому Неаполі та його околицях (Королівський палац Неаполя на П'яцці дель Плебісціто, Палац Каподімонте, Палац Портічі та Королівський палац Казерта). Замок став суттєвим символом історії та величі Неаполя.

### Неаполітанська Республіка
Остання важлива подія відбулася у 1799 році, коли було проголошено заснування Партенопейської Республіки (Неаполітанська Республіка). Замок був відремонтований востаннє у 1823 році Фердинандом I (королем Обох Сицилій), а пізніше тут до 1837 року розмістили «артилерійський арсенал» та «піротехнічне управління».

### 20 століття
У 1920-ті роки був створений великий комплекс квіткових садів, які тягнулися вздовж Машкіо Анджойно до кінця 20 століття. У початкові місяці 1921 року граф П'єтро Муніккі, інженер і тодішній радник з міського оформлення, представив міській раді пропозицію щодо відокремлення Кастель Нуово.
Урешті, Італійська держава отримала весь замок для цивільних цілей, роботи розпочалися у 1923 році і також стосувалися фабрик і складів, побудованих поруч з площею на місці зруйнованих бастіонів: вже наступного року були ліквідовані всі різні будівлі, а на їх місці було створено майданчик, де були створені сади з боку нинішньої вулиці Вітторіо Емануеле III.
Лише ворота цитаделі були збережені, оригінальний арагонський доступ до комплексу, перебудований у 1496 році Фредеріком Неапольським (як свідчить його герб на арці): вони залишились ізольованими та спотвореними у своїй функції та є видимими серед квіткового майданчика вздовж вулиці Вітторіо Емануеле III. Роботи, пов'язані з відновленням замку та видаленням багатьох додаткових конструкцій з часом, тривали до 1939 року.